# Halopeplis
Halopeplis é um género botânico pertencente à família Amaranthaceae.